# Rudnik Raduša
Rudnik Raduša är en ort i Nordmakedonien. Den ligger i den nordvästra delen av landet, 20 kilometer nordväst om huvudstaden Skopjes centrum. Rudnik Raduša ligger 333 meter över havet och antalet invånare är 267.